# Method of Fluxions
The Method of Fluxions and infinite Series (que es podria traduir com El Mètode de les Fluxions i les sèries infinides) és un llibre d'Isaac Newton. El llibre es va acabar d'escriure el 1671, i es va publicar el 1736.
«Fluxions» és el terme que fa servir Newton per al càlcul diferencial (fluents era el seu terme per càlcul integral). Originalment va desenvolupar el mètode a Woolsthorpe Manor durant el tancament de la Universitat de Cambridge durant la gran plaga de Londres de 1665 a 1667, però va decidir donar a conèixer els seus descobriments (de forma similar, els seus descobriments que finalment varen conformar Philosophiae Naturalis Principia Mathematica eren desenvolupats en aquesta època i amagat del món entre les notes de Newton durant molts anys). Gottfried Leibniz desenvolupava el seu càlcul al voltant de 1673, i el publicava el 1684, cinquanta anys abans de Newton. La notació de càlcul que s'utilitza avui és principalment la de Leibniz, encara que la notació de Newton per a la diferenciació {\displaystyle {\dot {x}}} per a derivades respecte del temps es continua fent servir avui en dia en mecànica.
El Mètode de les Fluxions de Newton es publicava formalment de forma pòstuma, però després de la publicació de Leibniz del càlcul sorgia una rivalitat entre els dos matemàtics sobre qui havia desenvolupat el càlcul primer i així Newton ja no va amagar més el seu coneixement de les fluxions.
El Mètode de fluxions esdevingué una de les obres més importants de la història de les matemàtiques i es considera l'inici del càlcul, juntament amb De analysi per aequationes numero terminorum infinitas.

## Newton i el context historico-matemàtic

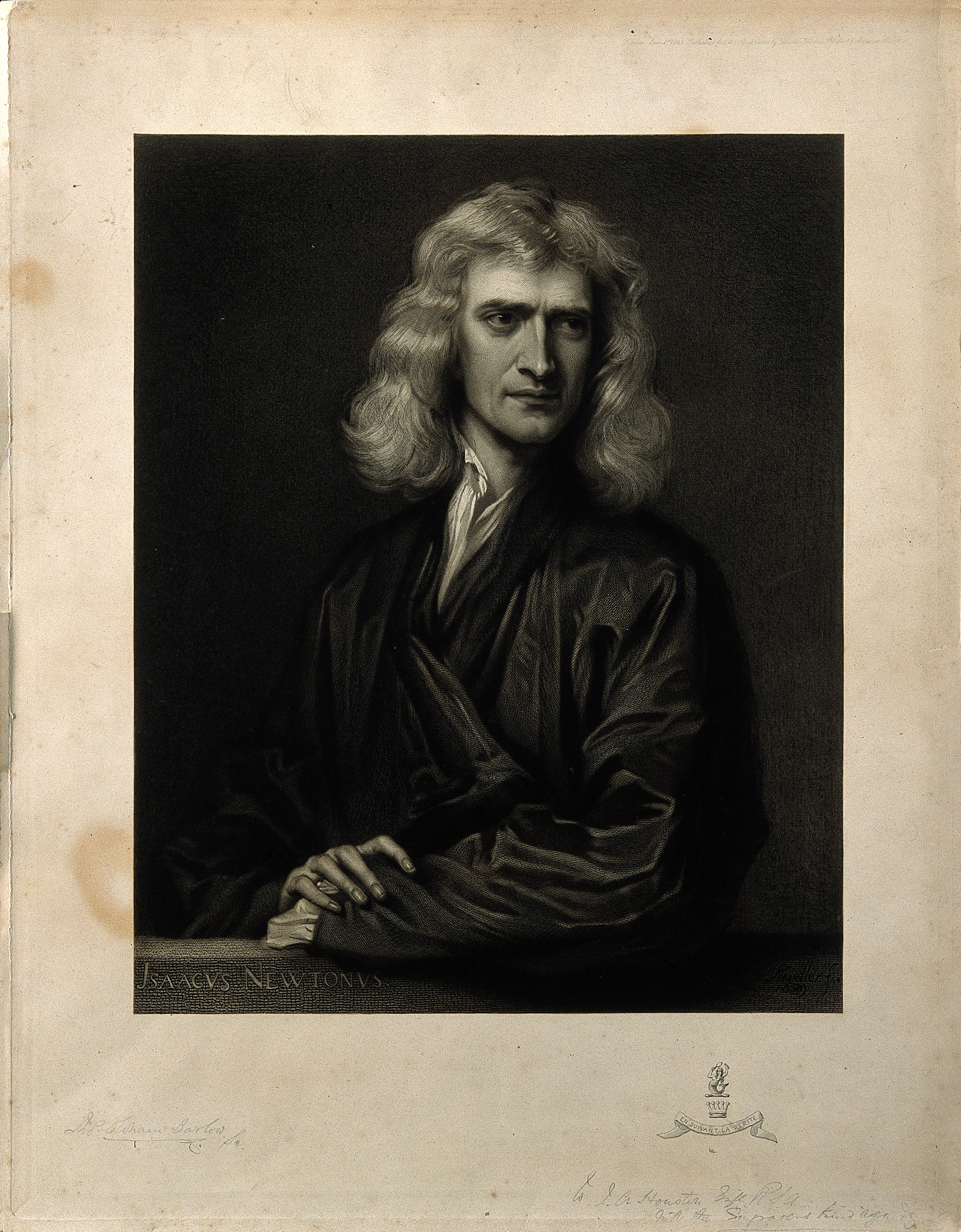
Figura 2: Isaac Newton

Isaac Newton, fill d'Isaac Newton i Hannah Ayscough, va néixer el dia de Nadal de 1642 a Woolsthorpe, Lincolnshire, Anglaterra. Va tenir una infància difícil degut a la primerenca mort del seu pare i la presència del seu padrastre. Als divuit anys va entrar a la Universitat de Cambridge, on va poder accedir a coneixements abastant tot l'àmbit científic i filosòfic, llegint a autors com Descartes, Kepler i Fermat. En particular, destaca la influència de Aritmetica de John Wallis, d'on va extreure els conceptes essencials per al posterior desenvolupament del famós binomi. Isaac Barrow va ser el seu professor de matemàtiques a partir de l'any 1663. Van mantenir una gran correspondència durant els propers anys, en els quals Newton va desenvolupar un gran interès per l'escrit de Barrow Geometrical Lectures.
Barrow, Fermat i altres matemàtics del segle xvii havien ideat mètodes precursors de l'anàlisi infinitesimal, en els quals Netwon va aprofundir, explicitant la relació entre els problemes de quadratura de corbes i els problemes de tangents. Es distingeixen dues tendències en els inicis: la cinemàtica, a través de Newton, Bonaventura Cavalieri i Barrow, i l'atomística, exposada per Leibniz i Fermat, entre d'altres. Es diferencien per les concepcions fluxionàries i infinitesimals dels seus mètodes, respectivament. Aquestes concepcions sovint es barregen en molts dels autors, i el propi Newton va rebre influències dels dos grups. Isaac Barrow concebia la tangent d'una corba com la prolongació dels infinits elements lineals dels quals la corba és composta, però també com la direcció d'un mòbil que genera la corba amb el seu moviment. La concepció de Barrow, inspirada en l'obra de Cavalieri, queda reflectida en el mètode de fluxions d'Isaac Newton. Però Newton aprecia els mètodes analítics de Descartes i Fermat i de l'Aritmetica de John Wallis, que utilitza en el desenvolupament del binomi i el tractament de les sèries infinites.
La vida d'Isaac Newton va ser afectada per la pesta de Londres a partir de l'any 1665. També coneguda com a pesta bubònica, va provocar que la Universitat de Cambridge tanqués les portes, i Newton va tornar a Woolsthorpe a treballar al pomar de la seva família. En aquest període va desenvolupar gran part de les seves contribucions: el mètode de fluxions, les lleis de la mecànica i de l'òptica i la seva famosa llei de la gravitació universal.

## De Methodis Serierum et Fluxorium
Newton continua desenvolupant el seu càlcul en la seva segona publicació, després de De Analysi per aequationes numero terminorum infinitas, amb modificacions importants de concepte.
Les quantitats variables són considerades com el moviment continu de punts, visió diferent de l'anterior (De analysi) en la qual aquestes són enteses com una suma d'elements infinitesimals. Aquesta continuïtat del moviment està fonamentada en l'observació del moviment en el temps, tot i que el temps no estarà explícitament inclòs en la seva teoria. Newton considera que les idees de moviment continu estan massa lligades a la intuïció com per fer una definició formal, fet habitual en el Methodus fluxionum.
Per introduir aquest primer apartat del llibre, Newton considera que malgrat que tots els geòmetres contemporanis hagin estat capaços de superar tota mena de problemes relacionats amb la geometria, encara queda per desenvolupar la quadratura de corbes. Per això, diu, necessitarà una sèrie d'eines que es desenvolupen a continuació.

### Resolució d'Equacions per Sèries infinites
Per començar recorda un resultat de De Analysi Per Aequationes Numero Terminorum Infinitas, que és, com assegura:
...Tot tipus de termes complicats (tals com fraccions amb denominador de quantitats compostes, les arrels de quantitats compostes o d'equacions afectades, i similars) poden ser reduïdes a la classe de quantitats simples; és a dir, a una sèrie infinita de fraccions, denominadors i numeradors de les quals són termes senzills.
Amb aquest resultat, moltes equacions que de per sí serien pràcticament intractables, resulten molt senzilles de portar. Dit això, dona la fracció {\displaystyle {\frac {aa}{b+x}}}, que desenvolupa tal com indica la següent imatge, i d'on obté la igualtat:
{\displaystyle {\frac {a^{2}}{b+x}}={\frac {a^{2}}{b}}-{\frac {a^{2}x}{b^{2}}}+{\frac {a^{2}x^{2}}{b^{3}}}-{\frac {a^{2}x^{3}}{b^{4}}}+\cdot \cdot \cdot }
Més endavant, mostra les expansions en forma de suma infinita de fraccions de funcions com {\displaystyle {\frac {1}{1+x^{2}}}} o {\displaystyle {\frac {2{\sqrt {x}}-{\sqrt {x^{3}}}}{1+{\sqrt {x}}-3x}}} que tenen la forma següent
{\displaystyle {\frac {1}{1+x^{2}}}=1-x^{2}+x^{4}-x^{6}+x^{8}+\cdot \cdot \cdot }
{\displaystyle {\frac {2{\sqrt {x}}-{\sqrt {x^{3}}}}{1+{\sqrt {x}}-3x}}=2{\sqrt {x}}-2x+7{\sqrt {x^{3}}}-13x^{2}+34{\sqrt {x^{5}}}+\cdot \cdot \cdot }
Finalment, a la imatge de l'esquerra observem que mitjançant l'algoritme habitual de càlcul d'arrels quadrades podem trobar l'expansió de {\displaystyle {\sqrt {a^{2}+x^{2}}}}, obtenint
{\displaystyle {\sqrt {a^{2}+x^{2}}}=a+{\frac {x^{2}}{2a}}-{\frac {x^{4}}{8a^{3}}}+{\frac {x^{6}}{16a^{5}}}-{\frac {5x^{8}}{128a^{7}}}+\cdot \cdot \cdot }

### Mètode del paral·lelogram
Aquest enginyós mètode per aproximar arrels, també desenvolupat per Leibniz a Epístola Posterior, funciona, en paraules de l'autor de la següent manera:
| A {\displaystyle x^{3}} | {\displaystyle x^{3}y} | {\displaystyle x^{3}y^{2}} | {\displaystyle x^{3}y^{3}} |
| {\displaystyle x^{2}}   | {\displaystyle x^{2}y} | {\displaystyle x^{2}y^{2}} | {\displaystyle x^{2}y^{3}} |
| {\displaystyle x}       | {\displaystyle xy}     | {\displaystyle xy^{2}}     | {\displaystyle xy^{3}}     |
| B {\displaystyle 1}     | {\displaystyle y}      | {\displaystyle y^{2}}      | {\displaystyle y^{3}} C    |

Construeix l'angle recte {\displaystyle ABC}, divideix els seus costats {\displaystyle AB}, {\displaystyle AC} en parts iguals i aixeca perpendiculars, distribueix l'espai angular en quadrats iguals o paral·lelograms, els quals pots denominar segons les dimensions de les espècies {\displaystyle x} i {\displaystyle y} tal com estan inscrites aquí. Aleshores, quan se'ns proposi una equació, marca els paral·lelograms que es corresponguin a tots els seus termes i posa un regle sobre dos o potser més paral·lelograms marcats de manera que toqui la cantonada inferior de l'esquerra de la columna {\displaystyle AB} i que l'altre toqui el regle a la seva dreta. Deixa la resta sense tocar pel regle que estiguin damunt d'ell. Aleshores, escull aquells termes de l'equació que estan representats pels paral·lelograms que toquen el regle i, a partir d'aquests, troba la quantitat que ha de ser considerada.
Per tal que el mètode sigui més comprensible, Newton explica detalladament el procés amb la aproximació a una arrel de l'equació {\displaystyle y^{6}+5xy^{5}+{\frac {1}{a}}x^{3}y^{4}-7a^{2}x^{2}y^{2}+6a^{3}x^{3}+b^{2}x^{4}=0}.
Primerament, marca els paral·lelograms corresponents als termes {\displaystyle y^{6},5xy^{5},x^{3}y^{4},x^{2}y^{2},x^{3}} i {\displaystyle x^{4}} amb un asterisc. Segonament, traça la línia recta {\displaystyle DE}, que toca els vèrtex inferiors esquerres dels paral·lelograms associats a {\displaystyle y^{6},x^{2}y^{2}} i {\displaystyle x^{3}} amb el regle. Per tant, només cal resoldre l'equació {\displaystyle y^{6}-7a^{2}x^{2}y^{2}+6a^{3}x^{3}=0}, que Newton resol mitjançant el canvi de variable {\displaystyle y=v{\sqrt {ax}}}, obtenint l'equació {\displaystyle v^{6}-7v^{2}+6=0}, d'on extraiem finalment les solucions {\displaystyle y=\pm {\sqrt {ax}}} i {\displaystyle y=\pm {\sqrt {2ax}}}. Aquest mètode serà utilitzat com a mètode de resolució
d'equacions al llarg de la seva obra De Methodis Serierum Et Fluxorium.

### Notació i Llenguatge
Per finalitzar aquesta introducció, Newton defineix alguns conceptes que emprarà per a la resolució dels problemes I-XII. Aquests són:
- Fluent que és una quantitat gradual i indefinidament creixent, que denotarà amb {\displaystyle x,y,z,v}, etc. Les respectives constants que puguin multiplicar aquest fluent: {\displaystyle a,b,c,}, etc.
- Fluxió que és la velocitat per a la qual cada fluent va augmentant a mesura que segueix una trajectòria. Com el concepte de velocitat va relacionat amb el temps ({\displaystyle v(t)={\frac {d}{dt}}v(t)={\dot {x}}}) Newton també recorda que aquest es pot tractar com si fos qualsevol tipus de quantitat. A més, proposa denotar les fluxions de cada fluent {\displaystyle x,y,z,v} com {\displaystyle {\dot {x}},{\dot {y}},{\dot {z}},{\dot {v}}}.

## Problemes I i II
Un cop desenvolupats tots aquests coneixements fonamentals per poder seguir el desenvolupament i tractament dels problemes, Newton fa el següent comentari:
Però, en primer lloc, s'ha d'observar que totes les dificultats d'aquests problemes poden ser reduïdes a només dues, les quals proposo que tenen relació amb l'espai descrit pel moviment local i com s'accelera o es retarda:
- Donada la longitud de l'espai descrit de forma contínua (és a dir, en tot moment) trobar la velocitat de moviment en qualsevol temps proposat.
- Donada la velocitat del moviment de forma contínua, trobar la longitud de l'espai descrit en qualsevol temps proposat.

### Problema I
Aquest problema es resol mitjançant el següent mètode:
Disposa l'equació per la qual s'expressa la relació donada, segons les dimensions d'alguna de les seves quantitats fluents. Suposa {\displaystyle x}, i multiplica els seus termes per qualsevol progressió aritmètica i després per {\displaystyle {\frac {\dot {x}}{x}}} fes aquesta operació separadament per cadascuna de les quantitats fluents. Després suma tots els productes i iguala'ls a res i obtindràs l'equació requerida.
Aquest mètode queda exemplificat a partir de l'equació {\displaystyle x^{3}-ax^{2}+axy-y^{3}=0}. Construïm doncs la següent taula a partir de l'algorisme anterior:
| {\displaystyle x^{3}}                  | {\displaystyle -ax^{2}}                | {\displaystyle +axy}                   | {\displaystyle -y^{3}} |  | {\displaystyle -y^{3}}                 | {\displaystyle axy}                   | {\displaystyle -ax^{2}+x^{3}} |
| {\displaystyle 3{\frac {\dot {x}}{x}}} | {\displaystyle 2{\frac {\dot {x}}{x}}} | {\displaystyle 3{\frac {\dot {x}}{x}}} | {\displaystyle 0}      |  | {\displaystyle 3{\frac {\dot {y}}{y}}} | {\displaystyle {\frac {\dot {y}}{y}}} | {\displaystyle 0}             |
|                                        |                                        |                                        |                        |  |                                        |                                       |                               |
| {\displaystyle 3{\dot {x}}x^{2}}       | {\displaystyle -2ax{\dot {x}}}         | {\displaystyle +a{\dot {x}}y}          | {\displaystyle *}      |  | {\displaystyle -3{\dot {y}}y^{2}}      | {\displaystyle +a{\dot {y}}x}         | {\displaystyle *}             |

Per tant, la suma dels productes és {\displaystyle 3{\dot {x}}x^{2}-2ax{\dot {x}}+a{\dot {x}}y-3{\dot {y}}y^{2}+a{\dot {y}}x=0}, equació que ens dona la relació entre les fluxions {\displaystyle {\dot {x}}} i {\displaystyle {\dot {y}}}. Després d'una sèrie d'exemples més, Newton dona la justificació d'aquest mètode:
Si {\displaystyle o} representa un quantitat infinitament petita i {\displaystyle {\dot {x}}} la velocitat d'increment en {\displaystyle x}, {\displaystyle {\dot {x}}o} és l'increment en {\displaystyle x} en un temps infinitament petit. Així doncs, les quantitats {\displaystyle x} i {\displaystyle y} esdevenen {\displaystyle x+{\dot {x}}o} i {\displaystyle y+{\dot {y}}o} després d'un interval infinitament petit de temps. Es segueix que l'equació que en tot moment expressa igualment la relació de les quantitats {\displaystyle x} i {\displaystyle y}, expressarà la relació entre les quantitats {\displaystyle x+{\dot {x}}o} i {\displaystyle y+{\dot {y}}o} tan bé com amb {\displaystyle x} i {\displaystyle y}. Per tant, podem substituir {\displaystyle x+{\dot {x}}o} i {\displaystyle y+{\dot {y}}o} per {\displaystyle x} i {\displaystyle y} en la equació donada.
Es desenvolupen doncs aquestes expressions, i es divideixen per o tots els termes de l'equació. Com o es infinitament petit, els termes que queden multiplicats per o son nuls amb comparació amb els altres. Així podem prescindir d'ells. Es comprova que aquest procés dona el mateix resultat que el mencionat anteriorment.

Observem que hi ha una certa ambigüitat tant en els termes de fluxió i fluent com en el desenvolupament d'alguns punts de la prova del mètode, com ara la cancel·lació dels termes multiplicats per {\displaystyle o}. Tot i això, Newton es justifica de la següent manera: 
Donat que {\displaystyle o} és suposadament infinitament petit […] els termes pels quals està multiplicat no seran res en comparació amb la resta; per tant, els descarto.

### Problema II
Newton argumenta que aquest problema és l'invers del problema anterior, i que per tant ha de ser resolt procedint de manera inversa. És a dir, els termes multiplicats per {\displaystyle {\dot {x}}} segons les dimensions de {\displaystyle x} hauran de ser dividits per {\displaystyle {\frac {\dot {x}}{x}}}, i després per la dimensió corresponent. De froma similar, la suma resultant ha d'igualar-se a zero descartant els termes no significatius. Immediatament, Newton dona com a exemple l'equació {\displaystyle 3{\dot {x}}x^{2}-2ax{\dot {x}}+a{\dot {x}}y-3{\dot {y}}y^{2}+a{\dot {y}}x=0}, i duu a terme el procés corresponent com es veu a continuació:
| {\displaystyle 3{\dot {x}}x^{2}}       | {\displaystyle -2ax{\dot {x}}}         | {\displaystyle +a{\dot {x}}y}         |  | {\displaystyle -3{\dot {y}}y^{2}}      | {\displaystyle +a{\dot {y}}x}         |
| {\displaystyle 3{\frac {\dot {x}}{x}}} | {\displaystyle 2{\frac {\dot {x}}{x}}} | {\displaystyle {\frac {\dot {x}}{x}}} |  | {\displaystyle 3{\frac {\dot {y}}{y}}} | {\displaystyle {\frac {\dot {y}}{y}}} |
|                                        |                                        |                                       |  |                                        |                                       |
| {\displaystyle x^{3}}                  | {\displaystyle -ax^{2}}                | {\displaystyle +axy}                  |  | {\displaystyle -y^{3}}                 | {\displaystyle +axy}                  |

Com que Newton és conscient de la reciprocitat dels dos problemes, ha comprovat el funcionament del mètode aplicant els dos algorismes i ha observat que el resultat és el mateix. D'aquí dedueix que les equacions han estat ben trobades. En efecte, l'exemple anterior és l'invers de l'exemple donat al problema I. Tot i això, el propi Newton s'adona que en alguns casos això no es compleix. Si l'equació {\displaystyle {\dot {x}}x-{\dot {x}}y+a{\dot {y}}=0} fos donada:
Pel prescrit mètode I, obtindria {\displaystyle {\frac {1}{2}}x^{2}-xy+ay=0} per la relació entre {\displaystyle x} i {\displaystyle y}; conclusió que seria errònia: pel problema I l'equació {\displaystyle {\dot {x}}x-{\dot {x}}y-{\dot {y}}x+a{\dot {y}}=0} seria produïda, la qual és diferent de l'equació inicial.
Newton no dona gaire importància a aquest fet, tot i que solucionarà la incongruència donant un mètode més general. Malgrat tot, la conclusió que n'extraiem es que no queda del tot clar si el mètode de càlcul de fluxions i la seva inversa té alguna aplicació general, fet que va generar criticisme entre els seus contemporanis i que va portar a John Colson a donar una llarga explicació sobre l'assumpte al seu prefaci per intentar refutar totes les crítiques.

## Altres Problemes i Aplicacions del Mètode

### Problema III: Trobar els màxims i els mínims de les quantitats
En aquest problema Newton es planteja quan de gran o petita pot ser una quantitat. Per buscar la solució Newton s'adona que en el moment que la quantitat és o bé mínima o bé màxima no flueix, ni cap enrere ni cap endavant. Ja que si flueix cap endavant vol dir que aquesta quantitat encara pot augmentar més, i si flueix cap enrere significa que encara pot disminuir més.
Newton doncs, arriba a una conclusió, per trobar el major (o el menor) valor de qualsevol variable {\displaystyle (x,y,\dots )} en una equació ha de seguir els següents passos:
- Transformar l'equació mitjançant el mètode de les fluxions (problemes I i II).
- Igualar la fluxió de la variable que busquem el màxim (o mínim) a 0, ja que com hem dit anteriorment, Newton deia que quan la quantitat era màxima o mínima no fluïa i, per tant, la fluxió ha de ser 0.
- Busca el resultat aïllant la variable respecte de les altres.

A partir d'aquest resultat Newton afirma que ha trobat la solució a altres problemes geomètrics com dibuixar una línia (màxima o mínima) que uneixi un punt i una corba determinat, o bé per trobar els punts on les corbes tenen major o menor curvatura.

### Problema IV: Dibuixar la tangent d'una corba
Per poder dibuixar la recta tangent d'una corba Newton explica nou maneres, les dues la setena i la vuitena dedicada a espirals i a quadràtiques respectivament. Tot i això, les nou maneres es basen en diferents processos per dibuixar una tangent a una corba. Explicarem com a exemple la primera manera.

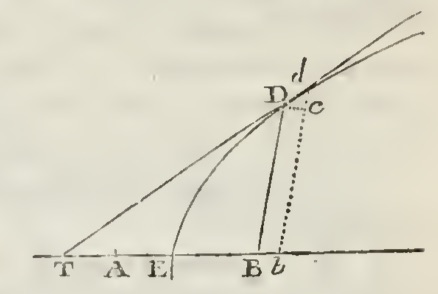
Figura 3: Imatge del problema IV.

Agafa {\displaystyle BD} una línia recta amb un angle donat respecte a {\displaystyle AB} serà la recta de les abscisses. A més {\displaystyle ED}, defineix una corba. Definim també un espai petit bd, seguint aquest moviment, tal que si l'augmentem augmentem l'espai {\displaystyle AB}, així com {\displaystyle Bb} i {\displaystyle Dc}, que són iguals per ser paral·lels. Fent la recta {\displaystyle Dd} tallarà en {\displaystyle AB} en el punt {\displaystyle T}. Aquesta recta tocarà la corba en {\displaystyle D} o en {\displaystyle d}, i els triangles {\displaystyle dcD} i {\displaystyle DBT} seran semblants.
La relació entre {\displaystyle BD} i {\displaystyle AB}, serà mostrada amb l'equació de la corba, pel problema 1 en podem determinar les fluxions. Després agafem {\displaystyle TB} a {\displaystyle BD} la ràtio de les fluxions en {\displaystyle AB} cap a les fluxions de {\displaystyle BD}, i {\displaystyle TD} tocarà la corba en el punt {\displaystyle D}.

### Problema V: Trobar la quantitat de curvatura de qualsevol punt en una determinada corba
Newton abans de començar a resoldre el problema explica que hi ha pocs problemes relacionats amb les corbes més elegants que aquest i que per resoldre’l es va fixar en diferents condicions generals de les corbes de les quals en treu la següent conclusió:

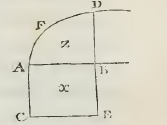
Figura 4: Imatge del problema V.

En qualsevol punt d'una corba el centre de curvatura es troba en el mateix punt que el centre d'un cercle igualment corbat. Per tant, el radi de curvatura és la perpendicular a la corba que s'acaba en aquest punt.
Newton redueix el problema amb trobar el radi o el centre de la curvatura. Per fer-ho utilitza el dibuix que tenim a la Figura 4.
On {\displaystyle D,d,\delta } són tres punts diferents d'una corba qualsevol. El punt {\displaystyle H} és la intersecció entre les rectes perpendiculars a la corba que passen per {\displaystyle \delta } i {\displaystyle D}. El punt {\displaystyle h} és la intersecció entre les rectes perpendiculars a la corba que passen pels punts {\displaystyle D} i {\displaystyle d}.

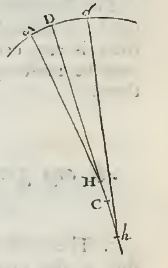
Figura 5: Segona imatge del problema V.

Newton explica que si la recta {\displaystyle \delta H} és més petita que la recta {\displaystyle dh}, els punts {\displaystyle H} i {\displaystyle h} coincidirien amb el punt {\displaystyle C} en el pas al limit. Aquest punt {\displaystyle C} és el centre de curvatura de la corba en el punt {\displaystyle D}.
Newton calcula la posició d'aquest punt {\displaystyle C}, per fer-ho fa un dibuix com el de la Figura 5:
On {\displaystyle D} és un punt qualsevol de la corba, {\displaystyle DT} la tangent que passa per {\displaystyle D}, {\displaystyle DC} la perpendicular i {\displaystyle C} el centre de curvatura, {\displaystyle AB} són les abscisses tals que {\displaystyle DB} són aixecades en angles rectes i a les quals {\displaystyle DC} talla en el punt {\displaystyle p}, {\displaystyle DG} és la paral·lela a {\displaystyle AB}, {\displaystyle CG} és la perpendicular de {\displaystyle AB} sobre la qual pren {\displaystyle Cg} d'una determinada magnitud, {\displaystyle g\delta } és la perpendicular a {\displaystyle Cg} i talla {\displaystyle DC} en {\displaystyle \delta }.
Newton afirma que la fluxió de l'abscissa ordenada serà la següent: {\displaystyle Cg:g::(TB:BD)}. Ell imagina que el punt {\displaystyle D} es desplaça una distància infinitament petita sobre la corba, aquesta distància la nota per {\displaystyle Dd}, dibuixa la perpendicular de {\displaystyle DG}, i {\displaystyle Cd} és perpendicular a la corba tallant a {\displaystyle DG} en {\displaystyle F} i a {\displaystyle g\delta } en {\displaystyle f}. Per tant, De serà el moment de les abscisses, del de les ordenades i {\displaystyle \delta f} el moment de la línia recta {\displaystyle g\delta }. Tenim doncs {\displaystyle DF=De+{\frac {de\times de}{De}}}. Per tant, ja hem trobat la raó entre aquests moments o altrament dit les seves fluxions generadores. Cosa que ens permet determinar el punt {\displaystyle C} ja que tenim la raó entre {\displaystyle CG} i la línia donada {\displaystyle Cg}.
A partir d'exemples Newton s'adona que si una corba ve donada per una relació entre {\displaystyle x} i {\displaystyle y}, s'ha de calcular la relació entre les seves fluxions utilitzant el Problema I i fer {\displaystyle {\dot {x}}=1} i {\displaystyle {\dot {y}}=z}. Per el mateix Problema I, Newton veu que s'ha de trobar la relació entre {\displaystyle {\dot {x}},{\dot {y}}*} i {\displaystyle {\dot {z}}} i llavors tornar a substituir {\displaystyle {\dot {x}}=1} i {\displaystyle {\dot {y}}=z}. Amb els valors de {\displaystyle z} i {\displaystyle {\dot {z}}} es pot determinar {\displaystyle DH={\frac {1+z^{2}}{z}}} i traçar {\displaystyle HC} paral·lela a {\displaystyle AB} que talla la perpendicular {\displaystyle DC} en {\displaystyle C}.

### Problema VI: Determinar la qualitat d'una curvatura, a un punt donat de qualsevol corba
Primer de tot ens defineix el que ell entén per qualitat de curvatura, ens diu que és la seva forma, si és més o menys desigual en diferents parts de la corba o la variació més o menys en diferents punts de la corba. Per exemple, el cercle tindria una qualitat de curvatura invariable, i en canvi, la curvatura de l'espiral varia de forma constant.

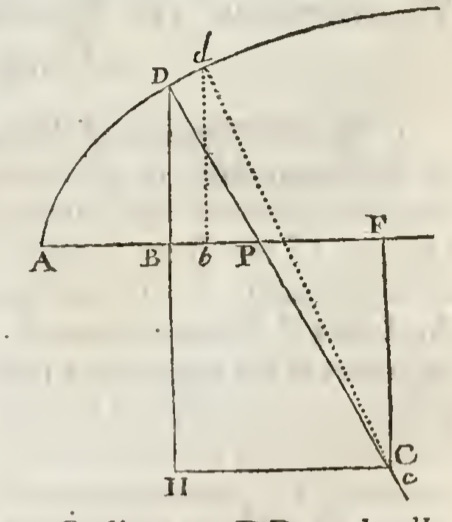
Figura 6:Imatge del problema VI.

Per altra banda, en qualsevol altra corba s'ha de considerar cada punt. Usem la Figura 6 per comprendre millor que es pot observar:
- Punts col·locats en un mateix tipus de corba, tenen variació de curvatura igual.
- En aquests punts el moment de curvatura és proporcional al de la corba, i a les fluxions de les fluxions.
- En cas que les fluxions no siguin iguals aleshores la diferència de curvatura serà diferent. Hi haurà major diferència on major sigui la ràtio de la fluxió del radi de curvatura, en la fluxió de la curvatura és major. Anomenem a aquesta ràtio l'index de variació de curvatura.

El procediment per trobar aquesta diferència de curvatura o variació, seria el següent:
- Agafem {\displaystyle D} i {\displaystyle d} propers, i {\displaystyle A}, {\displaystyle ADd} formant una corba, dibuixem doncs els radis de curvatura {\displaystyle DC} i {\displaystyle dc}, {\displaystyle Dd} el moment de curvatura, i {\displaystyle Cc} el moment general de la corba. Tal com en la imatge. {\displaystyle {\frac {Cc}{Dd}}} serà el index de variació.
- Agafem ara, les perpendiculars, {\displaystyle DB} i {\displaystyle db}, amb les línies {\displaystyle AB} i {\displaystyle DC} trobant-se en el punt {\displaystyle P}, fem doncs {\displaystyle AB=x}, {\displaystyle BD=y}, {\displaystyle DP=t}, {\displaystyle DC=v}. D'aquí deduïm {\displaystyle Bb={\dot {x_{0}}}} i {\displaystyle Cc={\dot {v_{0}}}}. Per tant, Newton defineix {\displaystyle BD:DP::Bb:Dd={\frac {{\dot {x_{0}}}t}{y}}} i {\displaystyle {\frac {Cc}{Dd}}={\frac {{\dot {v}}v}{{\dot {x}}t}}} fent {\displaystyle {\dot {x}}=1}. Ja que la relació entre x i y donada per alguna equació. D'acord amb els problemes IV i V podrem trobar la perpendicular {\displaystyle DP} o {\displaystyle t}, el radi de curvatura {\displaystyle v}, i pel problema I, i la fluxió {\displaystyle {\dot {v}}} d'aquest radi. També trobarem doncs el índex de variació {\displaystyle {\frac {{\dot {v}}v}{t}}}.

Gràcies a això podrem resoldre alguns problemes més com poden ser trobar un punt d'una corba on la variació de curvatura tingui valor infinit, màxim o mínim, entre d'altres.

### Problema VII: Trobar tantes corbes com sigui necessari, les seves àrees estan donades per equacions finites
Per resoldre el problema Newton fa un dibuix com la Figura 7:

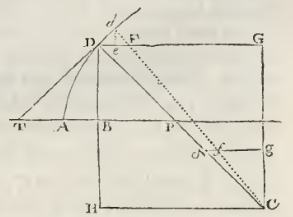
Figura 7: Imatge del problema VII.

L'àrea a calcular és la de {\displaystyle Z}. Hi ha dues zones demarcades molt clarament, la zona {\displaystyle ACEB} i la zona {\displaystyle ABD}, ambdues generades per les línies verticals {\displaystyle BE} i {\displaystyle BD} mentre es mouen al llarg de la línia {\displaystyle AB}.
Els seus increments o fluxions sempre seran descrits per les línies {\displaystyle BE} i {\displaystyle BD}. Per a calcular l'àrea del paral·lelogram {\displaystyle ACEB} i l'àrea de la corba {\displaystyle ABD} les fluxions de {\displaystyle x} serà {\displaystyle BE} i les de {\displaystyle z} {\displaystyle BD:{\dot {x}}=BEi{\dot {z}}=BD}.
Suposem que existeix qualsevol equació que relacioni {\displaystyle x} amb {\displaystyle z}. A partir d'aquesta equació i pel problema I sabem que {\displaystyle z} es pot derivar i, per tant, obtindrem dues equacions, l'ultima de les quals ens determinarà la corba i la seva àrea.

### Problema VIII: Trobar tantes corbes com sigui necessari tals que les seves àrees tinguin una relació amb l'àrea d'una corba donada, expressable amb equacions finites
Primer de tot, Newton ens planteja un dibuix com els següents, on {\displaystyle FDH} és una corba i {\displaystyle GEI} és la corba que busquem, {\displaystyle DB} i {\displaystyle EC} són les ordenades formant un angle recte amb les abscisses {\displaystyle AB} i {\displaystyle AC}. Agafem doncs, l'increment de les fluxions de les àrees que descriuen seran les ordenades dibuixades a les seves velocitats de moviment i a les seves fluxions de les abscisses. Així doncs, fem {\displaystyle AB=x}, {\displaystyle BD=v}, {\displaystyle AC=z} i {\displaystyle CE=y}, l'àrea {\displaystyle AFDB=s}, i l'àrea {\displaystyle AGEC=t}, i les fluxions respectives de les àrees seran {\displaystyle {\dot {s}}} i {\displaystyle {\dot {t}}}. I defineix {\displaystyle {\dot {x}}v:{\dot {z}}y::{\dot {s}}:{\dot {t}}}. D'altra banda, si suposem {\displaystyle {\dot {x}}=1}, i {\displaystyle v={\dot {s}}}, com abans el resultat serà {\displaystyle {\dot {z}}y={\dot {t}}} i, per tant, {\displaystyle {\frac {\dot {t}}{\dot {z}}}=y}.\medskip

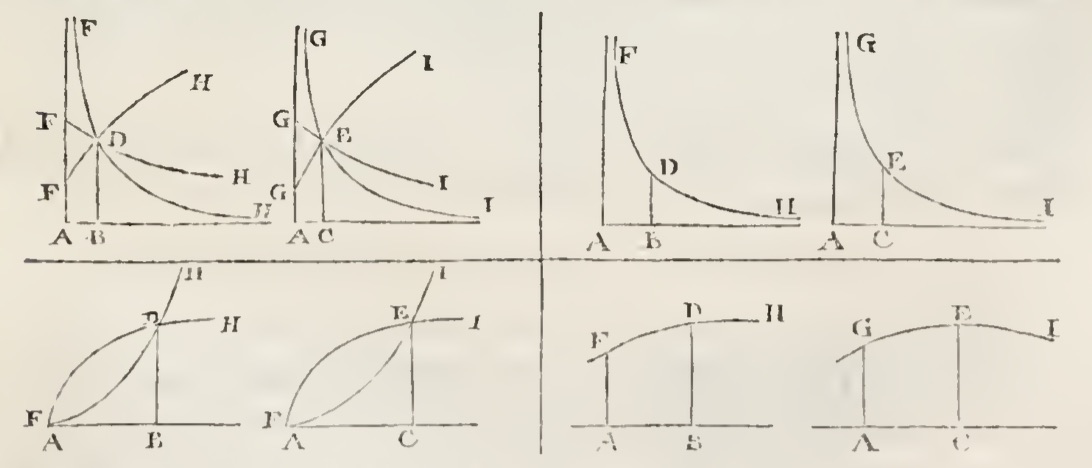
Figura 8: Imatge del problema 8.

Així doncs, agafant dues equacions, una d'elles expressarà la relació entre les àrees {\displaystyle s} i {\displaystyle t}, i l'altre la relació entre abscisses {\displaystyle x} i {\displaystyle z}, d'aquí podem extreure'n, usant els resultats del Problema 1, les fluxions {\displaystyle {\dot {t}}} i {\displaystyle {\dot {z}}} i, podem fer {\displaystyle {\frac {\dot {t}}{\dot {z}}}=y}.

### Problema IX:Determinar l'àrea d'una corba proposada
A partir d'aquest problema, Newton crea les següents taules d'integrals:

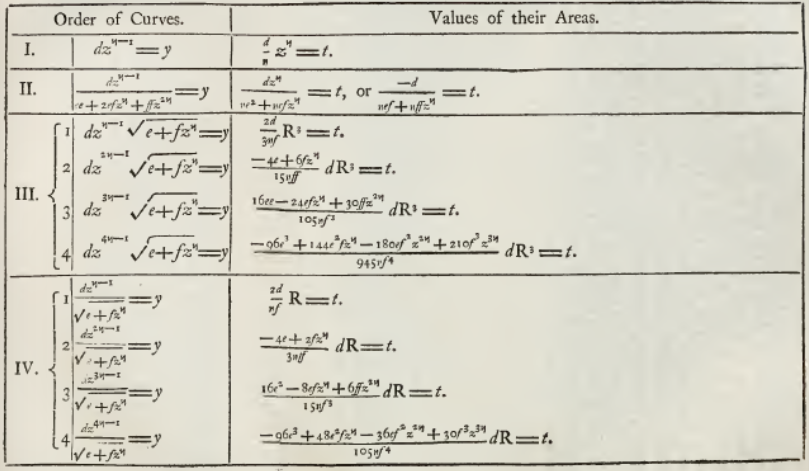
Figura 9: Imatge del problema 9.

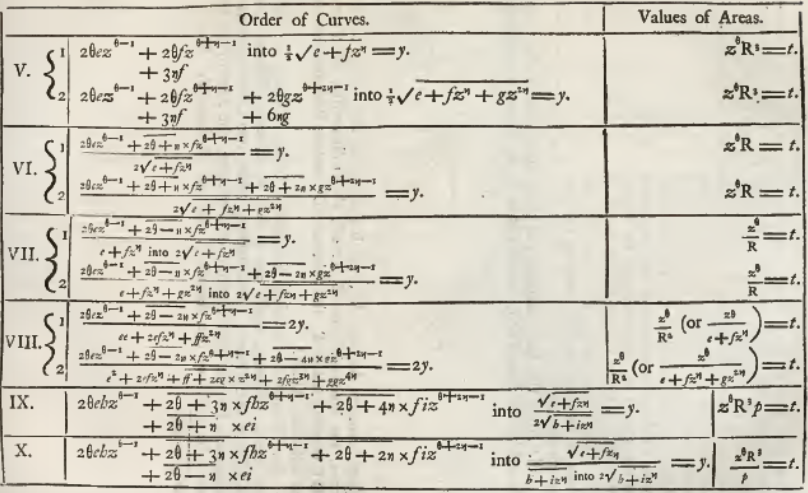
Figura 10: Imatge del problema 9.

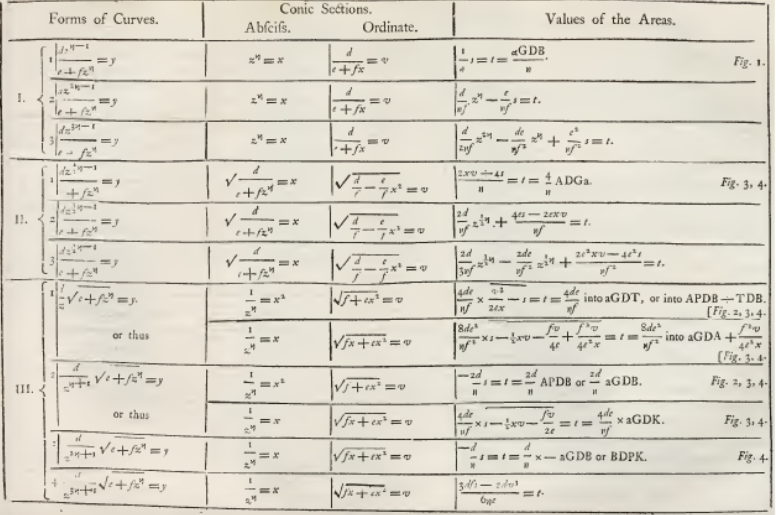
Figura 11: Imatge del problema 9.

Aquestes taules són només a tall d'exemple, ja que Newton en presenta algunes més en la seva obra.
A partir d'aquestes taules newton és capaç de calcular l'àrea de qualsevol corba.

### Problema X:Trobar tantes corbes com sigui necessari, de manera que la seva longitud es pugui expressar per finites equacions
Per solucionar aquest problema Newton necessita {\displaystyle 5} proposicions, que per comprendre-les més fàcilment ens ajudarem de la Figura 12:

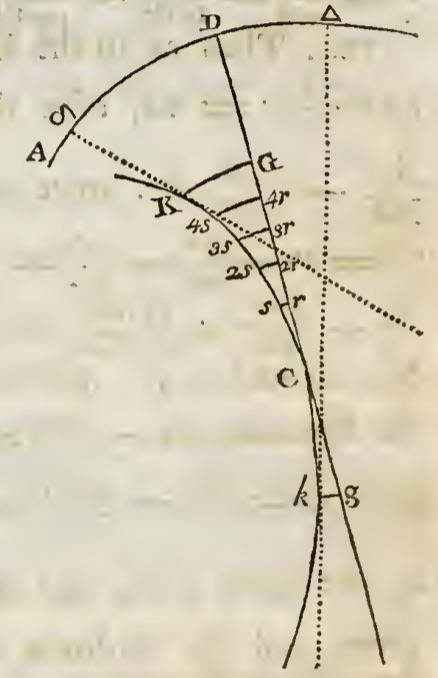
Figura 12: Imatge del problema 10.

- Si tenim {\displaystyle Dc} una línia recta perpendicular a una corba {\displaystyle AD}. Aleshores els punts {\displaystyle G}, {\displaystyle g}, {\displaystyle r} en {\displaystyle DC} descriuen altres corbes, equidistants i perpendiculars {\displaystyle As} i {\displaystyle GK}, {\displaystyle gk}, {\displaystyle rs}.
- Si allarguem la línia recta a través de la corba hi haurà un punt, que podrem anomenar centre de moviment, que no es mou pel moviment de la recta. Aquest és el mateix que el centre de curvatura de {\displaystyle AD} en el punt {\displaystyle D}, l'anomenarem {\displaystyle C}.
- Si suposem que {\displaystyle Ad} no és circular, veiem que hi ha major corba en {\displaystyle \delta } que en {\displaystyle \Delta }, per tant el centre anirà variant aquest centre variant ens dona com a resultat una corba entre {\displaystyle KCk}.
- La línia {\displaystyle DC} toca en tot moment la línia que descriu el centre de curvatura. Per tant, si {\displaystyle D} es mou cap a {\displaystyle \delta }, {\displaystyle G} en el mateix temps passarà a K, situat al mateix costat que {\displaystyle C}, que es mourà en la mateixa posició per la Proposició 2. D'altra banda, si es mou cap a {\displaystyle \Delta }, el punt {\displaystyle g}, arribarà a {\displaystyle k} i estarà situat a la banda contrària del centre {\displaystyle C}. Tot i això, {\displaystyle K} i {\displaystyle k} estan al mateix costat de la línia {\displaystyle DC}. Però com que {\displaystyle K} i {\displaystyle k} han estat agafades arbitràriament podem dir que totes les corbes estan al mateix costat de la línia {\displaystyle DC}. Tot i això, en aquest cas s'ha suposat que en {\displaystyle \delta } esta més corbat i menys en {\displaystyle \Delta }, per tant, si en {\displaystyle D} la curvatura és major o menor, la línia {\displaystyle DC} tallarà {\displaystyle KC} però en un angle menor que un angle recte. El punt {\displaystyle C}, en aquest cas, és el límit o cúspide, en el qual les dues parts de la corba acaben i és la part més obliqua, on es toquen entre si, on la línia {\displaystyle DC} els talla formant un cert angle de contacte.
- La línia recta {\displaystyle GC} és equivalent a {\displaystyle KC}. En conseqüència {\displaystyle r,r2,r3,r4,\dots } de {\displaystyle GC} descriuen les corbes {\displaystyle rs,2r2s,3r3s,4r4,\dots } en el mateix temps que s'aproximen a {\displaystyle KC}. Per tant, aquest arcs, per la Proposició 1, són perpendiculars a les rectes tangents de {\displaystyle KC}, per tant, són perpendiculars a la corba, per la Proposició 4. A més, la intersecció de {\displaystyle CK} amb aquests arcs pot ser considerada una recta per la ser infinitament petites, i equivalents a intervals dels mateixos arcs, per tant, també equivalents a diferents parts de la línia recta {\displaystyle CG}. I sumats seran equivalents a la línia {\displaystyle CK} i, per tant, equivalents a {\displaystyle CG}. El mateix passa si considerem totes les parts de {\displaystyle CG}, pel seu moviment, respecte a cada part de {\displaystyle CK}, i d'aquesta manera es podrà mesurar tal com una circumferència en el pla. Es podrà mesurar contínuament la distància d'un punt que descriu el punt de contacte.

I per tant, el problema queda solucionat, agafant la corba inicial {\displaystyle A\delta D\Delta }, i després determinant la corba {\displaystyle KCk}, usant el centre de curvatura de la corba inicial. Posteriorment, agafant una recta perpendicular, {\displaystyle DB}, a una altra donada, {\displaystyle AB}. Les quals seran {\displaystyle AB=x}, i {\displaystyle BD=y}, per tal d'expressar la corba amb equacions, a partir de la relació entre {\displaystyle x} i {\displaystyle y}, a partir d'aquí pel Problema 5 podem trobar {\displaystyle C} a partir del qual podrem trobar la corba {\displaystyle KC} i la seva longitud {\displaystyle GC}.
A més cal que quan la corba sigui continua entre els punts {\displaystyle K} i {\displaystyle C}, sense límit, que és el que anomenem cúspide. Aleshores, per un o més d'aquests punts, dels quals podrem trobar els seus termes determinant màxim o mínim de {\displaystyle DC}, cal trobar la longitud de cada part de la corba, entre ells i els punts {\displaystyle C} o {\displaystyle K}. Primer de tot cal trobar aquesta longitud separadament, i després tractar-ho juntament.

### Problema XI: Trobar tantes corbes com sigui necessari, la llargada de les quals pot ser comparada amb la longitud de qualsevol corba proposada o amb l'àrea determinada per una recta, amb l'ajuda de les seves equacions finites

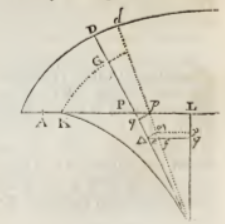
Figura 13: Imatge del problema 11.

Newton, utilitzant l'àrea o la llargada d'una corba qualsevol i mitjançant la seva equació pot determinar la relació entre {\displaystyle AP} i {\displaystyle PD} de la Figura 14. {\displaystyle z} i {\displaystyle {\dot {z}}} es poden derivar pel problema I si es coneix les fluxions de la llargada o de l'àrea.
Es poden determinar les fluxions de la llargada igualant aquestes amb l'arrel quadrada de la suma dels quadrats de les fluxions de les abscisses ({\displaystyle MN}) i les ordenades ({\displaystyle RN}) o sigui (com el teorema de Pitàgores) queda de la següent manera: {\displaystyle Rr={\sqrt {Rs^{2}+sr^{2}}}} o bé agafant {\displaystyle v=QR}, {\displaystyle s=MN} i {\displaystyle t=NR} tenim {\displaystyle v={\sqrt {s^{2}+t^{2}}}} Per determinar les fluxions {\displaystyle {\dot {s}}} i {\displaystyle {\dot {t}}} necessitarem dues equacions: la primera ens donarà una relació entre les dues. L'altre serà la que ens vindrà donada per la figura. A partir d'aquestes dues relacions i derivant respecte a {\displaystyle x} podrem obtenir les fluxions buscades.

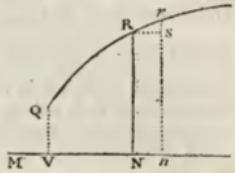
Figura 14: Imatge del problema 11.

Havent trobat {\displaystyle {\dot {v}}}, per trobar les fluxions {\displaystyle {\dot {y}}}, {\displaystyle {\dot {z}}} necessitarem una altra equació a partir de la llargada {\displaystyle PD} o amb {\displaystyle y} definida i agafem {\displaystyle PC={\frac {1-{\dot {y}}{\dot {y}}}{z}}}, {\displaystyle PL={\dot {y}}\times PC} i {\displaystyle DC=PC-y}.

### Problema XII: Determinar la longitud de les corbes
Aquest és l'últim problema del llibre, en el qual Newton vol trobar la longitud d'una corba. Per trobar aquesta longitud proposa el següent.
Sap, gràcies al problema anterior, Problema XI, ha trobat que la fluxió d'una línia corba, és igual a l'arrel quadrada de la suma de quadrats de les fluxions de les abscisses i les ordenades.
Per tant, podem prendre les abscisses per una mesura uniforme i determinada o per una unitat tal que les altres fluxions l'hi han d'estar relacionades i també l'equació que defineix la corba, aleshores trobem la fluxió de les ordenades, d'aquí podrem treure la fluxió de la línia corba, de la qual pel Problema II en podrem deduir la seva longitud.

## Repercussions i controvèrsies

### Sobre el desenvolupament de l'anàlisi
Al segle xvii, l'anàlisi era un tema de controvèrsia. Molts matemàtics utilitzaven mètodes d'anàlisi, havent solucionat grans problemes com la quadratura de corbes i la cerca de tangents amb aquests. Tenien, però, problemes a l'hora de justificar els seus mètodes, que s'allunyaven de la tradició euclidiana. Sovint es recorria a nocions vagues com les "quantitats infinitament petites", que es manipulaven aritmèticament de la mateixa forma que qualsevol altra quantitat, com fa el propi Newton en el mètode de fluxions. Per aquests motius les noves tècniques eren preses amb escepticisme. El mateix Barrow escriu, en Geometrical Lectures:
Sembla que aquestes qüestions no només són complexes en comparació amb altres parts de la Geometria, sinó que també han sigut tractades amb menys exhaustivitat que la resta
Newton és considerat capital en el desenvolupament de l'anàlisi infinitesimal, juntament amb Leibniz, i l'obra Mètode de fluxions i sèries infinites recull gran part del seu avanç. Tot i que no resol els problemes de rigor en el tractament de l'anàlisi, destaca la profunditat amb la qual treballa el tema, separant-lo de la geometria tradicional i obrint una nova àrea de les matemàtiques de la qual identifica els dos problemes fonamentals:
1. Donada la longitud de l'espai descrit de forma contínua (és a dir, en tot moment) trobar la velocitat de moviment en qualsevol temps proposat.
2. Donada la velocitat del moviment de forma contínua, trobar la longitud de l'espai descrit en qualsevol temps proposat.

Newton troba la relació explícita entre aquests dos problemes.

### Controvèrsia Newton-Leibniz
Degut a la decisió de Newton de no publicar el seu treball durant la seva vida, i a conseqüència del desenvolupament d'un altre mètode de càlcul diferencial per part de Gottfried Leibniz, es va produir una controvèrsia sobre qui va ser el pare del càlcul diferencial, si Newton o Leibniz.
Durant els inicis del segle xviii, i amb la publicació del treball de Leibniz, va haver-hi una gran acusació cap a aquest producte de la creença que Leibniz havia copiat el càlcul diferencial de Newton, o que si més no, havia pres la idea i l'havia desenvolupat ell sol amb un canvi de notació, l'actual notació diferencial.
Aquestes acusacions estaven basades en el fet que la comunitat matemàtica sabia que Newton va desenvolupar el seu mètode de fluxions abans que Leibniz publiqués el seu treball, encara que la notació de Leibniz va sortir a la llum abans que qualsevol menció a les fluxions.
Un altre punt a favor de Leibniz és el fet que les seves demostracions prenen camins molt diferents a les que Newton aplica en el seu Mètode de fluxions.
Tot i això, hi ha rumors que Leibniz va poder donar un cop d'ull a les notes de Newton el 1675 o inclús abans, i que això junt amb la col·laboració dels dos amb Henry Oldenburg i el contacte d'idees que van tenir, van poder portar al matemàtic alemany a captar la idea de fluxió, la qual cosa demostraria que es trobessin a escrits de Leibniz fragments d'obres de Newton.
Sigui com sigui, no tenim cap prova directa que evidenciï que Leibniz va plagiar a Newton o si va desenvolupar el seu càlcul diferencial i integral amb la seva particular notació diferencial de forma independent; el que sí que sabem és que tots dos van aportar un gran avenç a la comunitat matemàtica del moment que ha perdurat fins al present, i que per a això se’ls considera als dos els cofundadors del càlcul diferencial.